# Gaio Giulio Vero Massimo
Gaio Giulio Vero Massimo (latino: Gaius Iulius Verus Maximus; 217 – Aquileia, 10 maggio 238) è stato un politico romano, cesare dell'Impero romano dal 236 alla sua morte, sotto il padre Massimino Trace.
(Historia Augusta - I due Massimini, 27.1-2.)

## Biografia

### Origini famigliari
Massimo era figlio di Massimino Trace e di Cecilia Paolina. Di bell'aspetto fisico, ricevette un'adeguata istruzione sia nelle lettere latine che in quelle greche, oltreché in oratoria, grammatica e retorica. Gli era stata promessa in sposa una certa Giunia Fadilla, che poi si maritò, però, con un senatore di nome Tossozio. Sembra che quando era ancora in vita, Alessandro Severo avesse pensato di dargli in sposa la sorella, Teoclia, considerando la sua bellezza, cultura ed educazione alle raffinatezze greche, ma le origini barbare del suocero, Massimino Trace, gli impedirono di concretizzare quest'unione. Si aggiunga che Alessandro per lui aveva evidentemente una sincera simpatia:
(Historia Augusta - I due Massimini, 30.5.)
Di lui la Historia Augusta aggiunge:
(Historia Augusta - I due Massimini, 28.1-2.)
(Historia Augusta - I due Massimini, 28.5.)
Nel 236, un anno dopo la sua ascesa al trono, il padre lo nominò princeps iuventutis e Cesare dell'Impero romano. Massimino padre, disse di lui, riguardo al fatto di averlo fatto imperatore:
(Historia Augusta - I due Massimini, 29.6-7.)
(Historia Augusta - I due Massimini, 29.8-9.)

### Cesaresotto il padre (236-238)
Si trovava assieme al padre alla frontiera danubiana quando, nel 238, il Senato romano dichiarò Massimino nemico dello Stato, nominando imperatori Pupieno e Balbino. Massimino e Massimo si mossero allora verso l'Italia, ma Aquileia gli chiuse le porte, costringendolo ad un sanguinoso quanto inutile assedio. Le sue truppe, sofferenti per la fame e le malattie, invischiate in un inatteso assedio, gli divennero ostili.
I soldati della Legio II Parthica (solitamente di stanza nei castra Albana), presi dal timore, verso mezzogiorno, durante un momento di pausa del combattimento, strapparono le sue immagini dalle insegne militari, per segnalarne la deposizione, poi lo assassinarono nel suo accampamento, assieme al figlio Massimo, mentre i due erano coricati sotto la tenda (10 maggio 238). Poi infilate le loro teste in cima a delle picche, ne fecero mostra agli Aquileiensi.
A Roma allora vennero subito abbattute le sue statue ed i suoi busti, mentre il suo prefetto del pretorio fu assassinato assieme ad altri suoi amici. Poi le teste dei due ex-sovrani, padre e figlio, furono inviate nell'Urbe, mentre i loro corpi furono mutilati e dati in pasto ai cani, una poena post mortem. Il Senato elesse imperatore il tredicenne Gordiano III e ordinò la damnatio memoriae per Massimino.
(Historia Augusta - I due Massimini, 24.1.)